# Propyria schausi
Propyria schausi är en fjärilsart som beskrevs av Dyar 1898. Propyria schausi ingår i släktet Propyria och familjen björnspinnare. Inga underarter finns listade i Catalogue of Life.